# Stegobolus anamorphus
Stegobolus anamorphus är en lavart som först beskrevs av William Nylander och som fick sitt nu gällande namn av Andreas Frisch och Klaus Kalb 2006. 
Stegobolus anamorphus ingår i släktet Stegobolus och familjen Thelotremataceae. Inga underarter finns listade i Catalogue of Life.